# Conjunto Arqueológico do Vale do Boyne
O Conjunto Arqueológico do Vale do Boyne (ou Brú na Bóinne, em inglês: Palace of the Boyne) é um importante complexo de pedras Neolíticas localizado em um amplo meandro do Rio Boyne, na Irlanda. Mais tarde, na Idade do Ferro, foi utilizado como local para enterros. Os Normandos se estabeleceram na área na Idade Média. É considerado um Património Mundial da Irlanda.
O local tem importância para a Arqueoastronomia. Newgrange e Dowth, pontos específicos do complexo, têm alinhamentos solares no Solstício de inverno, enquanto que outro ponto, chamado Knowth tem um alinhamento solar no Equinócio.